# Milești

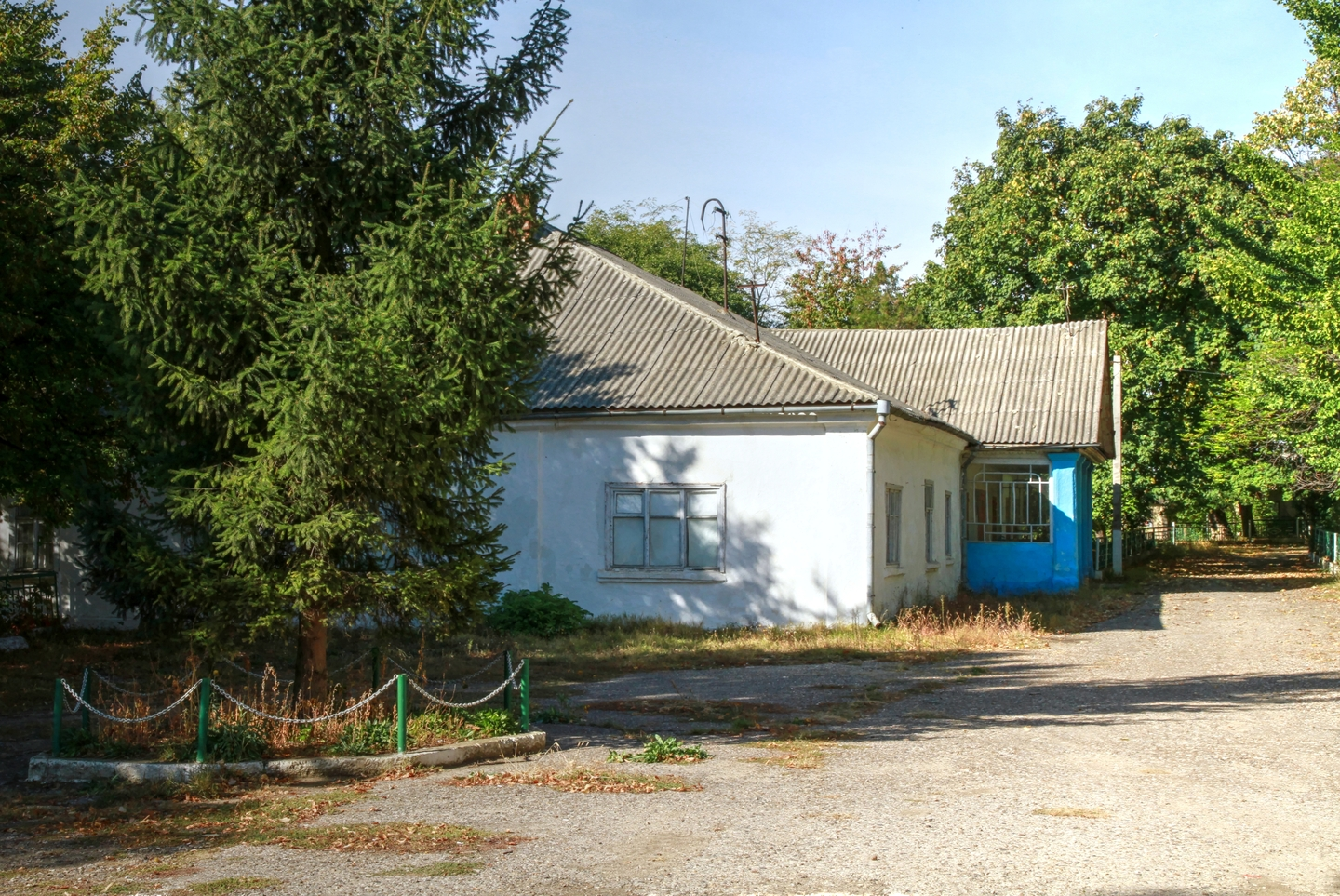
Parc de Milesti Nisporeni (1)

Milești est un village du raion de Nisporeni en Moldavie. Sa population s'élevait à 2 282 habitants lors du recensement de 2014
Le boyard moldave, Nicolae Milescu qui deviendra diplomate du tsar de Russie y est né en 1636. Il participa à l'ambassade Spathari en Chine en 1675-1678.